# Jørgen Jensen (zapaśnik)
Jørgen Christian Jensen (ur. 2 czerwca 1939 w Kopenhadze, zm. 12 marca 1995 tamże) – duński zapaśnik walczący w stylu klasycznym. Dwukrotny olimpijczyk. Zajął czternaste miejsce w Rzymie 1960 i dwunaste w Tokio 1964. Startował w kategorii do 52 kg.
Mistrz Danii z 1959, 1960, 1964; drugi w 1970; trzeci w 1963, 1965, 1967 i 1969 roku.

## Letnie Igrzyska Olimpijskie 1960
| Konkurencja          | Rundy eliminacyjne     | Rundy eliminacyjne    | Klas. końcowa |
| Konkurencja          | Przeciwnik I           | Przeciwnik II         | Miejsce       |
| -------------------- | ---------------------- | --------------------- | ------------- |
| 52 kg styl klasyczny | Osman El-Sayed (ZRA) P | Stefan Hajduk (POL) P | 14.           |

## Letnie Igrzyska Olimpijskie 1964
| Konkurencja          | Rundy eliminacyjne         | Rundy eliminacyjne    | Klas. końcowa |
| Konkurencja          | Przeciwnik I               | Przeciwnik II         | Miejsce       |
| -------------------- | -------------------------- | --------------------- | ------------- |
| 52 kg styl klasyczny | Dumitru Pârvulescu (ROU) P | Angeł Kerezow (BGR) P | 12.           |